# L'Heure de Cuba
Pour plus de détails, voir Fiche technique et Distribution.
L'Heure de Cuba est un film documentaire de Jean-Daniel Lafond, sorti en 1999.

## Synopsis
Avec la chute du mur de Berlin et la fin du communisme de l’ex-URSS, le régime communiste cubain perdure. Il assure la pérennité de Cuba malgré le blocus américain. Est-ce que l’ouverture au capitalisme canadien, notamment dans l’industrie touristique, sert le socialisme cubain ? Le commandant Fidel Castro accepte de recevoir la journaliste Michaëlle Jean qui vient lui demander l’heure juste. Elle va faire l’expérience des contradictions du quotidien socialiste cubain en même temps que de l’efficacité de son projet national. 

## Fiche technique
- Titre : L'Heure de Cuba
- Titre anglais : Last Call for Cuba
- Réalisation : Jean-Daniel Lafond
- Scénario : Jean-Daniel Lafond
- Narration : Jean-Daniel Lafond et Michaëlle Jean
- Image : Alfredo Feio
- Montage : Babalou Hamelin
- Musique : Bernard Buisson
- Prise de son : Paulo Castro Lopez
- Conception sonore : Benoît Dame
- Production : Nathalie Barton
- Pays :  Canada
- Genre : Documentaire
- Durée : 52 minutes
- Dates de sortie : 
  -  Canada : 1999